# Георги Белев (певец)
Вижте пояснителната страница за други личности с името Георги Белев.
Георги Белев е именит български оперен певец, тенор, прочул се на в България и на европейската оперна сцена.

## Биография
Роден е на 13 април 1908 година в Цариброд, България (сега Димитровград в Сърбия). След края на Първата световна война и анексирането на Западните покрайнини от Югославия, семейството му се премества в София. След завършване на гимназия, следва в полувисшето жп училище.
През 1934 година започва да взима частни уроци при известния български баритон Събчо Събев. През 1937 година пее в Кооперативния театър, а неговият дебют в Софийската опера започва от 1938 година с Алфред от „Травиата“. В периода 1938 – 1942 година изпълнява теноровите партии в Софийската опера в ролите на Каварадоси, Дон Хосе, Флорестан от „Фиделио“ (1941), Валтер от „Танхойзер“ и Ерик от „Летящшят холандец“ от Вагнер, „Таис“ от Масне (1942) и мн. други.
През периода от 1942 – 1944 година, благодарение на стипендията отпусната му от тогавашния директор на Железниците Борис Колчев, учи в Залцбург при известния вокален педагог маестро Морати, при който по негов съвет и с негова помощ учи и неговият добър колега и приятел Борис Христов. Едновременно с учението си Георги Белев пее и в Залцбурската опера.
При една постановка на Вагнеровата опера „Валкюра“, поради заболяване на теноровия изпълнител, именитият германски диригент Клемент Краус извиква младия тенор в Мюнхен. Въпреки това неговата първа изява в елитната Мюнхенска опера става с ролята на Каварадоси от „Тоска“, в която постановка участва и г-жа Урсуляк, съпруга на Клемент Краус, като Тоска и баритона Ханс Хотер, в ролята на Скарпиа. Благодарение на изключителния му глас на драматичен тенор Георги Белев става редовен член на Мюнхенската опера и скоро е назначен за неин първи тенор, при наличието на 13 тенора в елитната опера. Изявява се и по оперните сцени на Германия и анексираната по това време Австрия. Незабравимо е неговото изпълнение в ролята на Манрико от „Трубадур“ под диригентството на фон Цилингер. Изявява се и в ролите на Де Грио от „Манон“, Рудолф от „Бохеми“ и много други. Той е и първият български певец, пял на Залцбурските музикални тържества.
Малко преди навлизането на Червената армия в България Георги Белев се връща при своето семейство. Тук той отново веднага е назначен за солист в Софийската опера и по-късно удостоен със званието първи тенор на Софийската народна опера.
В периода 1942 – 1954 година Георги Белев става неизменен и най-здрав стълб в драматичния теноров репертоар. Неговите изяви в ролите на Радамес от „Аида“, Манрико от „Трубадур“, Каварадоси от „Тоска“, Дон Хосе от „Кармен“, Канио от „Палячо“, Алфред от „Травиата“, Самозванеца от „Борис Годунов“, Собинин от „Иван Сусанин“, Флорестан от „Фиделио“, Туриду от „Селска чест“, Герман от „Дама Пика“, Момчил от едноименната опера на Любомир Пипков, Андрей от „Семейството на Тарас“ от Кабалевски и други остават незаменими.
| „ | Георги Белев притежаваше действително феноменален глас, такава изумителна мощ, баритонова плътност, сто процента мъжествен тембър и неудържимо фортисимо, се срещаха само в световните драматични тенори като Тино Патиера, Франческо Мерли и Марио дел Монако. Любомир Пипков бе написал партията на своя „Момчил“, имайки предвид именно плътността и широкомащабността на централните, ниски и високи тонове в гласа на Белев. (Из спомените на проф. Константин Карапетров) | “ |

По време на творческия си път Георги Белев пее в Полша, Чехословакия, Югославия, Румъния и др. При своите многократни участие в Румъния, оперният певец е удостоен с най-престижната награда на страната – орден Кавалер I степен.
Запазените записи от негови изпълнения са малко.
Георги Белев почива на 16 февруари 1966 година в София.